# Cyclodinus mimus
Cyclodinus mimus är en skalbaggsart som först beskrevs av Thomas Casey 1895.  Cyclodinus mimus ingår i släktet Cyclodinus och familjen kvickbaggar. Inga underarter finns listade i Catalogue of Life.